# Qatar Airways Challenge
Die Qatar Airways Challenge war ein von 2004 bis 2006 stattfindendes Squashturnier für Damen der WSA World Tour. Namensgeber des Turniers war dessen Hauptsponsor, die Fluglinie Qatar Airways.
Es wurde die ersten beiden Jahre in der katarischen Hauptstadt Doha und 2006 in der indischen Stadt Hyderabad ausgetragen. Das Turnier gehörte durchgängig zur Wertungskategorie WSA Gold 50 mit einem Preisgeld zwischen 70.000 und 80.000 US-Dollar. Vanessa Atkinson gewann die erste Austragung, Rachael Grinham die darauffolgende und Nicol David die dritte und letzte.

## Finalergebnisse
| Jahr | Siegerin         | Finalgegnerin    | Ergebnis             |
| ---- | ---------------- | ---------------- | -------------------- |
| 2006 | Nicol David      | Rachael Grinham  | 4:9, 9:5, 9:0, 9:0   |
| 2005 | Rachael Grinham  | Natalie Grainger | 2:9, 10:8, 9:2, 9:2  |
| 2004 | Vanessa Atkinson | Cassie Jackman   | 9:2, 10:9, 6:9, 10:8 |